# 12 tháng 5
Ngày 12 tháng 5 là ngày thứ 132 (133 trong năm nhuận) trong lịch Gregory. Còn 233 ngày trong năm.

## Sự kiện
- 254 – Stêphanô I trở thành giáo hoàng thứ 23 của Giáo hội Công giáo Rôma.
- 907 – Chu Toàn Trung buộc Đường Ai Đế phải thiện vị, kết thúc triều Đường.
- 1371 – Quốc vương Chiêm Thành Chế Bồng Nga đem quân tiến vào kinh thành Thăng Long của Đại Việt, đốt phá cung điện rồi rút về nước.
- 1510 – An Hoá vương Chu Trí Phiên bắt đầu tiến hành nổi dậy chống triều Minh dưới quyền Minh Vũ Tông.
- 1551 – Đại học Quốc gia San Marcos, trường Đại học lâu đời nhất Mỹ Châu được thành lập ở Lima, Peru.
- 1875 – Nguyễn Hữu Huân bị người Pháp xử chém.
- 1942 – Chiến tranh thế giới thứ hai: Liên Xô bắt đầu Chiến dịch Barvenkovo-Lozovaya chống quân Đức tại khu vực Kharkov, Ukraina.
- 1945 – Vua Bảo Đại ký đạo dụ giải tán Viện Dân biểu Trung Kỳ.
- 1965 – Tây Đức và Israel trao đổi thư thiết lập quan hệ ngoại giao.
- 1968 – Chiến tranh Việt Nam: Trận Khâm Đức kết thúc với chiến thắng của Quân Bắc Việt và Việt Cộng.
- 1978 – Đoàn Ủy nhiệm Quản trị Khí quyển và Đại dương Quốc gia công bố rằng tổ chức này không còn độc quyền đặt tên cho các cơn bão theo tên phụ nữ.
- 1998 – Bốn sinh viên bị bắn chết tại Đại học Trisakti dẫn đến bạo động quy mô lớn tại Jakarta, Indonesia, cuối cùng khiến Tổng thống Suharto từ nhiệm.
- 2008 – Một trận động đất có chấn tâm tại Tứ Xuyên, Trung Quốc khiến hơn 69.000 người thiệt mạng.
- 2022 – SEA Games 31 chính thức khai mạc tại Việt Nam.

## Sinh
- 1010 – Triệu Trinh, tức Tống Nhân Tông, hoàng đế của triều Tống, tức ngày Tân Mùi (29) tháng 3 năm Quý Mão (s. 30/4/1063)
- 1839 – Tôn Thất Thuyết, danh tướng người Việt Nam (m. 1913)
- 1895 – Jiddu Krishnamurti, tác gia người Ấn Độ (m. 1986)
- 1917 – Thâm Tâm, nhà thơ người Việt Nam (m. 1950)
- 1924 – Văn Giảng, nhạc sĩ người Việt Nam (m. 2013)
- 1934 – Vũ Văn Giai, tướng lĩnh Việt Nam Cộng hòa (m. 2012)
- 1988 – Marcelo, cầu thủ bóng đá người Brazil
- 1997 – Frenkie de Jong, cầu thủ bóng đá người Hà Lan

## Mất
- 1902 – Thái hậu Từ Dụ, Thái hậu nhà Nguyễn Việt Nam (s. 1810).

## Những ngày lễ và kỷ niệm
- Ngày Quốc tế điều dưỡng